# De wereld volgens Gijp
De wereld volgens Gijp is een biografie over het leven van ex-voetballer en tv-persoonlijkheid René van der Gijp. Het boek werd geschreven door Michel van Egmond, die in 2012 al de bestseller Gijp schreef over Van der Gijp.

## Inhoud
In de De wereld volgens Gijp bespreekt René van der Gijp met journalist Michel van Egmond onder meer het overlijden van zijn ex-levenspartner en moeder, die beiden in 2016 stierven. De tv-persoonlijkheid legt uit hoe zijn leven veranderd is sinds die gebeurtenissen en hoe hij omgaat met zijn bekendheid, de opvoeding van zijn zoontje en de eindigheid van het leven.

## Ontvangst
Het boek kwam in week 38 binnen op de eerste plaats van De Bestseller 60 van de CPNB. In de uitzending van Voetbal Inside van 5 december 2016 kreeg Van der Gijp het 100.000e exemplaar overhandigd door Johan Derksen. De wereld volgens Gijp won in 2017 de NS Publieksprijs.

## Bestseller 60
| Boeken met noteringen in de Nederlandse Bestseller 60 | Jaar van verschijnen | Datum van binnenkomst | Hoogste positie | Aantal weken | Opmerkingen |
| ----------------------------------------------------- | -------------------- | --------------------- | --------------- | ------------ | ----------- |
| De wereld volgens Gijp                                | 2016                 | 21-09-2016            | 1(3wk)          | 45           |             |